# Sink or Swim (OneRepublic)
Sink or Swim è un singolo del gruppo musicale statunitense OneRepublic, pubblicato il 29 agosto 2024. Brano che si presenta come ottavo estratto dal sesto disco in studio, Artificial Paradise.

## Tracce
1. Sink Or Swim – 2:34
2. Sink Or Swim (Acoustic) – 2:34

## Il video
Il 29 agosto viene rilasciato il video ufficiale del singolo e postato sul canale YouTube. Nel video la band si esibisce in uno skatepark.

## Classifiche
| Classifica (2024)                | Posizione più alta |
| -------------------------------- | ------------------ |
| Stati Uniti (adult pop)          | 15                 |
| Stati Uniti (adult contemporary) | 26                 |